# Ioan Bogdan
Ioan Bogdan (* 26. Januar 1956 in Arad) ist ein ehemaliger rumänischer Fußballspieler. Er bestritt insgesamt 181 Spiele in der Divizia A.

## Karriere
Aus der Jugend von UTA Arad hervorgegangen wechselte Bogdan im Jahr 1977 zu Zweitligist Aurul Brad. Im Sommer 1978 schloss er sich Corvinul Hunedoara an. Nach dem Abstieg 1979 blieb er dem Klub erhalten und schaffte unter Trainer Mircea Lucescu den sofortigen Wiederaufstieg. In den folgenden Jahren war er aktiv an der erfolgreichsten Zeit Corvinuls als Stammkraft in der Abwehr beteiligt. Die Saison 1981/82 schloss er mit seiner Mannschaft auf dem dritten Platz ab, was die Qualifikation zum UEFA-Pokal bedeutete.
IM Sommer 1985 verließ Bogdan Corvinul nach sieben Jahren und kehrte zu seinem Heimatverein UTA Arad zurück, der in der Divizia B spielte. Dort beendete er im Jahr 1987 seine Laufbahn.

## Nationalmannschaft
Bogdan bestritt neun Spiele für die rumänische Nationalmannschaft. Er debütierte am 14. April 1982 im Freundschaftsspiel gegen Bulgarien, als er unter Nationaltrainer Mircea Lucescu in der Startaufstellung stand. Er gehörte bis Juli 1982 als Stammkraft zum Nationalteam. Danach wurden seine Einsätze seltener. Am 1. Juni 1983 bestritt er gegen Jugoslawien sein letztes Länderspiel.

## Erfolge
- Aufstieg in die Divizia A: 1980